# 蓮樂烘焙集團
莲花糕点（Lotus Bakeries）是一家比利时公司，起家于生产斯派庫魯斯饼干。如今，它还基于斯派庫魯斯饼干的口味，开发生产冰淇淋、涂抹酱、奶泡馅饼和姜味蛋糕等甜点产品。

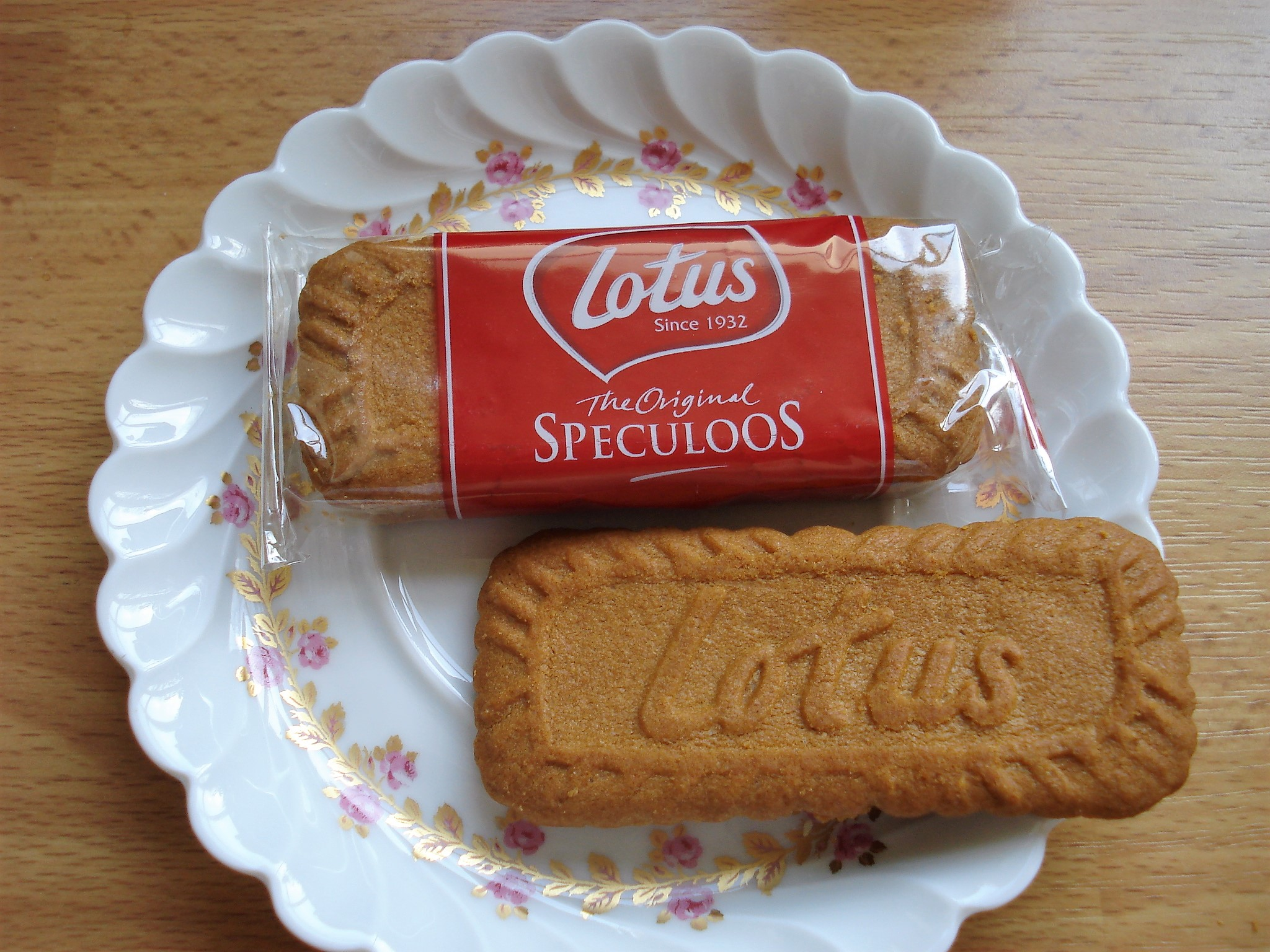
Lotus生产的Speculoos饼干

## 产品
- “Speculoos”斯派庫魯斯饼干（欧洲以外地区称为“Lotus Biscoff”）及饼干碎
- Speculoos口味的涂抹酱
- 比利时华夫饼/Suzy华夫饼
- 恐龙形状巧克力饼干

## 历史
莲花糕点（Lotus Bakeries）成立于1932年，后于1974年1月1日与Corona公司合并。此后，Corona-Lotus 集团通过多次并购以扩大产品线（Ribert、Cremers、Suzy）并增加各地的本土产品（Petit Breton、Le Glazik、De Bruin 等）。
在2001年成为比荷卢经济联盟及法国的领导品牌后，公司决定将其所有品牌合并为一个品牌 ：莲花（Lotus）。
同年公司投资 1100 万欧元用于推出其新产品果酱馅饼，并决定在其三个仍未盈利的合资企业中追加投资，分别是 ：interwaffles（与 Albert Frère's CNP合作的 50%/50% 合资企业，专门生产华夫饼和馅饼）、Lotus-Delta（捷克共和国分公司）和 Harry's Benelux（奶油蛋卷）  。
创始人 Jan Boone 的儿子 Karel Boone 自 1966 年起担任董事，自 1974 年起担任首席执行官长达 32 年，随后担任公司总裁。 2012 年起，他的兄弟 Mathieu 担任首席执行官。 
1. 1 2  Vandendooren, Sandrine. . LaLibre.be. 11 mai 2001  [2018-11-07]. （原始内容存档于2019-03-30） （法语）. .
2. ↑  .   [2022-06-13]. （原始内容存档于2013-12-03）.